# Emilio Frers
Emilio Frers (Buenos Aires, Estado de Buenos Aires, 9 de noviembre de 1854 - Buenos Aires, Argentina, 28 de junio de 1923) fue un abogado y político argentino, quien se desempeñó como ministro de Agricultura durante la segunda presidencia de Julio Argentino Roca; además, Frers ocupó el cargo de presidente de la Sociedad Rural Argentina en dos ocasiones, en 1893 y entre 1908 y 1910 y fue Académicos de la Academia Nacional de Agronomía y Veterinaria.

## Infancia y juventud
Emilio Frers nació el 9 de noviembre de 1854 en la Ciudad de Buenos Aires, que en ese entonces integraba el estado homónimo. Hijo del matrimonio entre Germán Frers y Rosario Lynch, tuvo un hermano menor que también presidió la Sociedad Rural, Julián. Su padre, nacido en Alemania en 1823, se radicó en la Argentina veinte años más tarde, desempeñándose como docente y luego creando una cabaña de merinos junto a su suegro, Patricio Lynch, en las cercanías de Baradero. Realizó sus estudios primarios bajo la custodia de su padre y continuó los secundarios en su ciudad natal; posteriormente, ingresó a la Facultad de Derecho de la Universidad de Buenos Aires, recibiéndose de abogado en 1879.
Sin embargo, Frers no ejerció su profesión, sino que se dedicó a la agricultura y la cría de ganado, principalmente en el campo de su padre; allí, experimentó con otras especies forrajeras y con nuevos tipos de ensillaje. A pesar de estas innovaciones, Frers es recordado por haber sido uno de los primeros ganaderos en cultivar praderas de alfalfa para el pastoreo de los animales, hecho que transformó la cría de ganado vacuno en su país.

## Trayectoria política

### Inicios
Participó activamente de la Revolución de 1880, que derivó en la federalización de Buenos Aires, y se desempeñó como presidente del Concejo Deliberante de San Pedro entre 1887 y 1889, ocupando el mismo cargo en Baradero. Adhirió luego a la Revolución de 1890, ejerciendo como presidente de la Unión Cívica de San Pedro, cercana al mitrismo. En 1893, durante la presidencia de Luis Sáenz Peña, Frers fue designado Director de Tierras y Colonias; además, ocupó interinamente el cargo de presidente de la Sociedad Rural Argentina reemplazando a Estanislao Severo Zeballos, viéndose obligado a revertir una difícil situación que estaba atravesando la entidad.

### Ministro de Obras Públicas de Buenos Aires
Al año siguiente, en 1894, fue elegido senador de la provincia de Buenos Aires; sin embargo, no asumió ya que el gobernador de la misma, Guillermo Udaondo, lo designó como ministro de Obras Públicas de la provincia. Frers ocupó este cargo entre 1894 y 1898, cuando finalizó el mandato de Udaondo; durante este período impulsó la construcción de ferrocarriles, canales, caminos, puentes y telégrafos. Además, estableció la primera escuela práctica de agricultura y las primeras estaciones agrícolas, además de crear el Instituto Bacteriológico y un laboratorio marino.

### Ministro de Agricultura
El 12 de octubre de 1898, Julio Argentino Roca asumió su segunda presidencia, acompañado por Norberto Quirno Costa en la vicepresidencia. El 15 de marzo de aquel año se dispuso la sanción de la reforma de la Constitución Nacional, que modificó los artículos 37 y 87 de la misma. El primero determinaba la cantidad de habitantes necesarios para poder contar con un diputado nacional, mientras que la segunda ampliaba el número de ministros, cuyos titulares tendrán a su cargo [...] los negocios de la Nación y refrendarán y legalizarán los actos del Presidente por medio de su firma. Así, el gabinete pasó a estar conformado por ocho ministerios en lugar de cinco; los nuevos gabinetes fueron los de Marina, Agricultura y Obras Públicas, creados mediante la sanción de la ley n.º 3.727. Si bien existía en el país un Departamento de Agricultura, creado durante el gobierno de Domingo Faustino Sarmiento, el crecimiento de la actividad y su fortalecimiento como la principal fuente de ingresos del país requerían de una participación más activa del Estado.
En consecuencia, Roca creó el ministerio y designó a Emilio Frers como su primer titular. Durante su mandato, Frers impulsó la creación de escuelas agrotécnicas, establecimientos experimentales y laboratorios, los cuales fueron concretándose con el paso del tiempo; promovió también la sanción de normas y leyes sobre tierras y colonias, patentes, marcas y bosques, entre otros. Estimuló la organización de ferias y exposiciones y la lucha contra las plagas agrícolas, principalmente la langosta.  Además, organizó los datos estadísticos de la materia e inició el estudio de los recursos naturales del país; impulsó fuertemente la construcción de vías férreas, promovió la educación agrícola e invalidó ciertas concesiones de tierras que consideraba ilegales. Sin embargo, disconforme con el proyecto de unificación de la deuda externa presentado por Roca, Frers presentó su renuncia en septiembre de 1899; a pesar de esto, el cargo se mantuvo vacante hasta enero de 1900, cuando el mismo fue asumido por Martín García Merou.
Fue también presidente del Banco Popular Argentino.

### Carrera política posterior

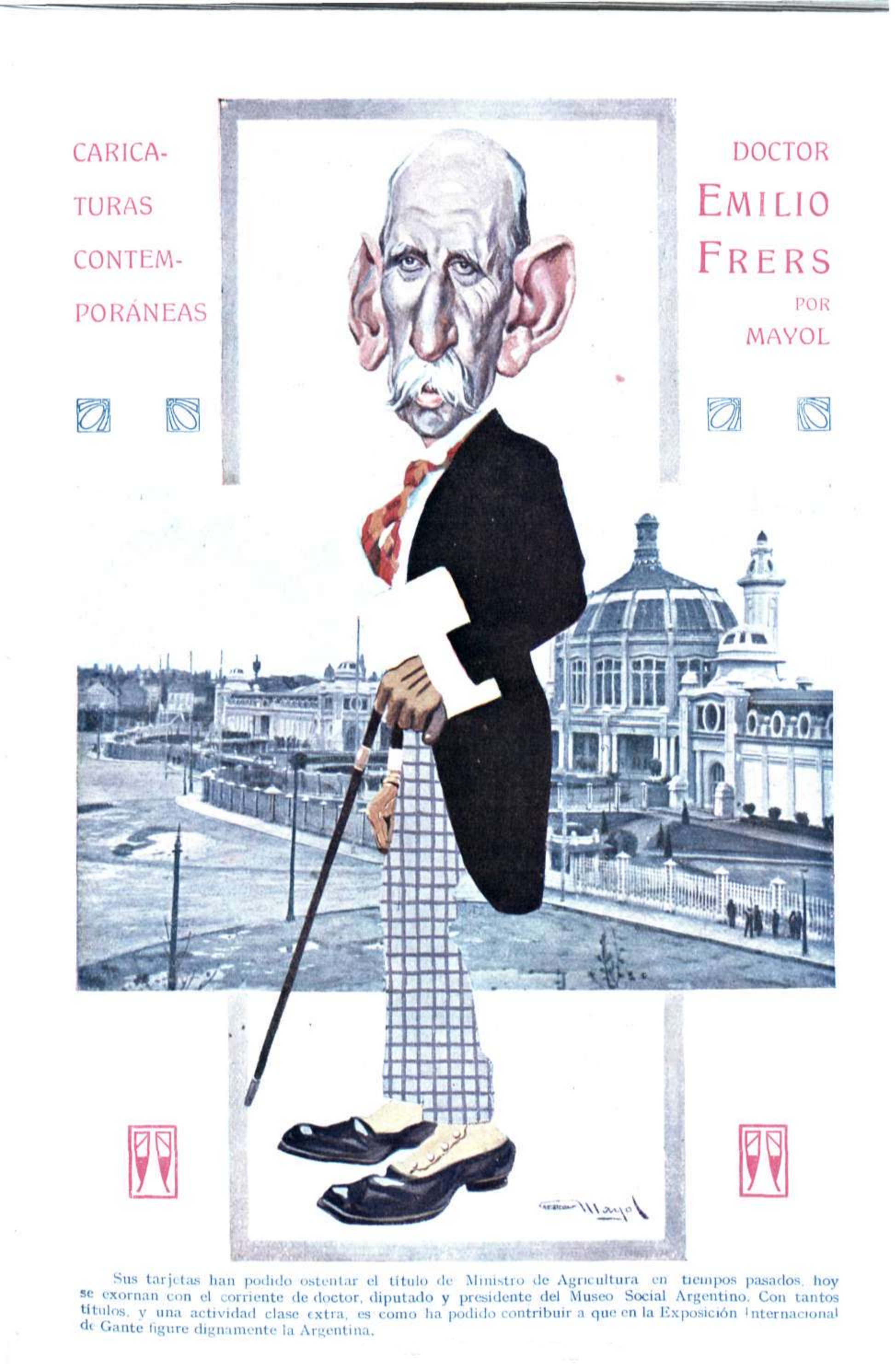
Caricaturizado por Mayol en Caras y Caretas (1913)

En 1901, Frers tuvo un papel protagónico en los festejos por el cumpleaños 80 de Bartolomé Mitre, siendo uno de los organizadores de los festejos, y fue candidato a gobernador de la provincia de Buenos Aires por la Unión Cívica Nacional. Al año siguiente, contribuyó a fundar el Partido Republicano, que lideraba el ingeniero Emilio Mitre, de esta manera Frers siguió ligado al mitrismo hasta su retiro de la política en 1917, luego del ocaso de la Unión Cívica como partido partido. La Unión Cívica fue el último partido que establecía sus orígenes ideológicos en la figura del general Mitre.
En 1919, Frers rechazó una invitación de Octavio R. Amadeo para apoyar al Partido Demócrata Progresista, que dirigía Lisandro de la Torre argumentando que "el régimen radical es peor que el anterior. Pero el anterior era malo y no me decido a dar un voto que pueda contribuir a su restauración". 

## Obras
Fue autor de los siguientes trabajos:
- La carne vacuna argentina en el consumo europeo. (1887)
- El progreso agrícola de la Nación y la Sociedad Rural Argentina. (1916)
- Cuestiones agrarias. (1919)
- La cuestión social y los sindicatos profesionales. (1922)